# Esches (rzeka)
Esches – rzeka we Francji, w regionie Pikardia. Esches ma źródło koło Méru, w departamencie Oise. W początkowym odcinku bywa nazywana Ru de Méru. Źródło Esches znajduje się na tzw. zboczu źródlanym (fr. Côte des Fontaines) na wysokości 110 m n.p.m.
Esches wpada do Oise w miejscowości Persan w departamencie Dolina Oise na wysokości 26 m n.p.m. na zachód od stacji oczyszczania i około 1 km od dworca kolejowego Persan-Beaumont.
Długość rzeki wynosi 20,2 km.
Przez połowę swojego dolnego biegu Esches płynie równolegle do autostrady A16, na odcinku od Esches do Champagne-sur-Oise, obok elektrowni EDF w Champagne-sur-Oise. 
Dolina Esches należy do płaskowyżu o rolniczym charakterze, wyodrębnianego jak region naturalny o nazwie Pays de Thelle. Część doliny uległa industrializacji w XVIII i XIX wieku, zwłaszcza w Méru, gdzie m.in. przerabiano masę perłową na akcesoria ubraniowe sprzedawane w Paryżu.

## Gminy położone nad Esches
- Belle-Eglise
- Bornel
- Chambly
- Esches
- Fosseuse
- Méru
- Persan[1]